# Esterházyho palác (Kapitulská)
Esterházyho palác je čtyřkřídlý  palác v Bratislavě na Kapitulské ulici v Starém Městě. Palác byl postaven v první polovině 17. století v pozdněrenesančním stylu. Do současnosti se přední křídlo paláce nezachovalo a zbytek stavby je ve velmi špatném stavu. 
Na dvoře hraběte Esterházyho jistý čas působil hudební skladatel Joseph Haydn, který v tomto paláci poprvé dirigoval své hudební dílo La Canterina.
V minulosti se ruiny paláce používaly i jako kulisy při natáčení filmových scén válkou zničených domů.